# Aga Khan

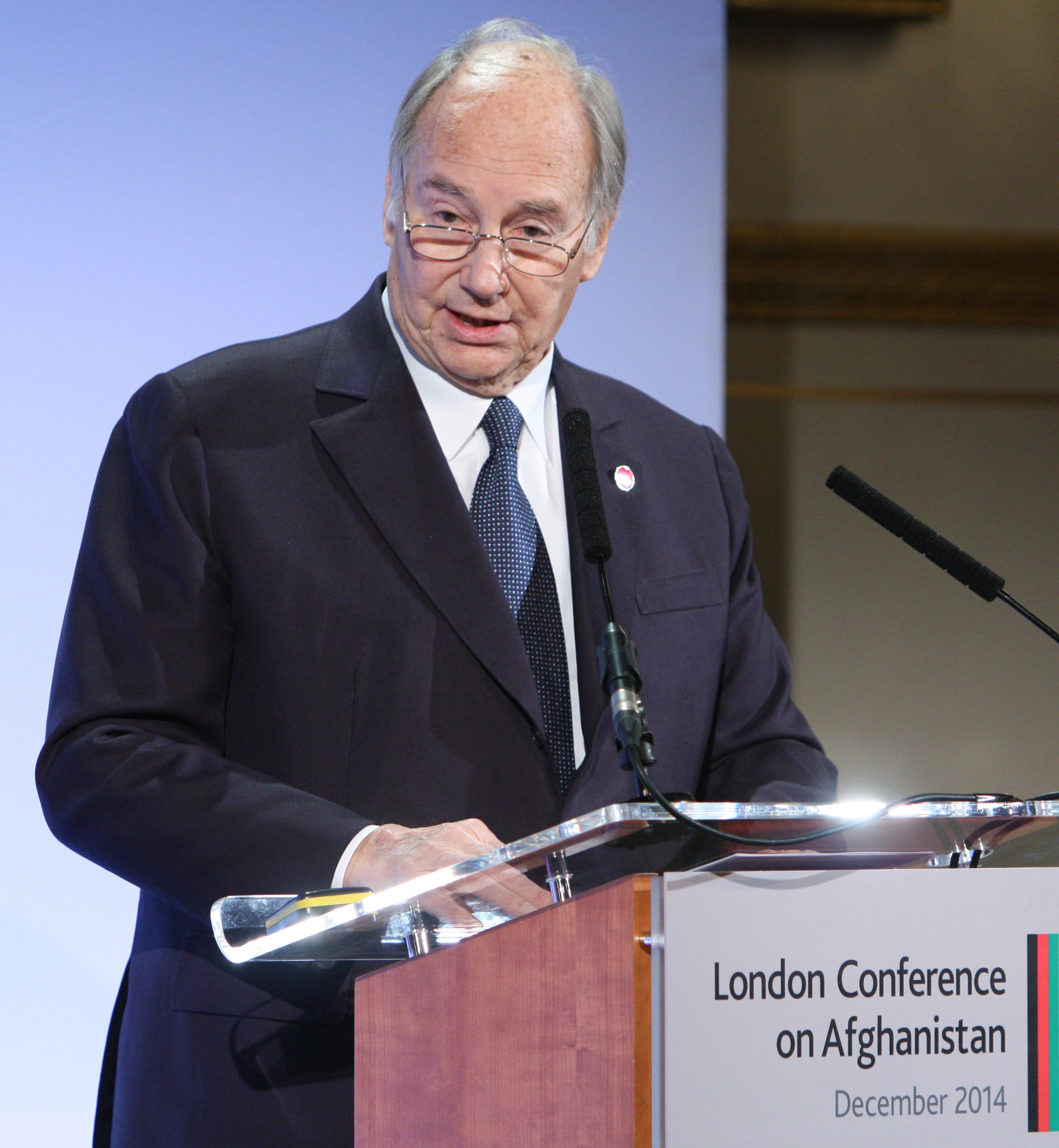
Aga Khan IV

Aga Khan är titel på den andlige ledaren (imam) för Indiens ismailiter (en gren inom islam), uppkommen på 700-talet, med cirka 15 miljoner anhängare världen över. Dess ledare anses vara ättlingar i rakt nedstigande led från profeten Muhammed genom dennes dotter Fatima.

## Dynastin Aga Khan
Enligt den nizari-ismailitiska sekten var deras ledare Aga Kjhan I den 46:e imamen i rätt nedstigande led från den förste imamen Ali, profeten Muhammeds svärson. Räknat från Aga Khan I består dynastin av följande kända personer:

### Alfabetiskt ordnade
- Aga Khan I (1804–1881), 46:e imam
- Aga Khan II (1820–1885), 47:e imam
- Aga Khan III (1877–1957), 48:e imam
- Aga Khan IV (1936-2025), 49:e imam
- Aga Khan V (1971– ), 50:e imam
- Aly Khan (1911–1960)
- Sadruddin Aga Khan (1933–2003)

### Släktträd
- Aga Khan I (1804–1881)
  - Aga Khan II (1820–1885)
    - Aga Khan III (1877–1957)
      - Aly Khan (1911–1960)
        - Aga Khan IV (1936–2025)
          - Aga Khan V (1971– )

      - Sadruddin Aga Khan (1933–2003)